# Dorogaja Elena Sergeevna
Dorogaja Elena Sergeevna (Дорогая Елена Сергеевна) è un film del 1988 diretto da Ėl'dar Aleksandrovič Rjazanov.

## Trama
L'insegnante riceve la visita dei suoi studenti. Non ha idea del tipo di dramma che l'attende.